# Puchar Polski w piłce nożnej (1963/1964)
Puchar Polski w piłce nożnej mężczyzn w sezonie 1963/1964 – 10. edycja rozgrywek, mających na celu wyłonienie zdobywcy Pucharu Polski, który uzyska tym samym prawo gry w Pucharze Zdobywców Pucharów w sezonie 1964/65. Zwycięzcą rozgrywek została Legia Warszawa, dla której był to trzeci Puchar Polski w historii klubu. 
Mecz finałowy odbył się 1 maja 1964 na Stadionie Dziesięciolecia w Warszawie. 

## I runda
| Drużyna 1               | Wynik             | Drużyna 2                 |
| ----------------------- | ----------------- | ------------------------- |
| Zawisza II Bydgoszcz    | 0:1               | Lech Poznań               |
| Walka Makoszowy         | 4:1               | Górnik Wałbrzych          |
| Bobrek Karb Bytom       | 1:2 pd.           | Kolejarz Prokocim         |
| Unia Bieruń Stary       | 3:2 pd.           | Victoria Jaworzno         |
| Urania Ruda Śląska      | 2:0               | Bielawianka Bielawa       |
| Polonia Głubczyce       | 2:0               | Śląsk Wrocław             |
| Polonia Gdańsk          | 1:0               | Polonia Bydgoszcz         |
| Górnik Jaworzno         | 2:3               | Górnik Czerwionka         |
| Unia Tarnów             | 3:2 pd.           | Karpaty Krosno            |
| JKS 1909 Jarosław       | 1:2 pd.           | Wawel Kraków              |
| Karkonosze Jelenia Góra | 3:1 pd.           | Raków Częstochowa         |
| Star Starachowice       | 6:1               | Polonia Sosnowiec         |
| Sokół Pyrzyce           | 0:4               | Warta Gorzów Wielkopolski |
| Rawia Rawicz            | 4:5               | Warta Sieradz             |
| Sparta Gryfice          | 4:2               | Lechia Gdańsk             |
| Tęcza Krosno Odrzańskie | 2:1               | Calisia Kalisz            |
| Czarni Żagań            | 1:4               | Zawisza Bydgoszcz         |
| Płomień Koszalin        | 2:4               | Arka Gdynia               |
| Sokół Ostróda           | 0:1               | Mazur Ełk                 |
| RKS Ursus               | 2:1               | Włókniarz Łódź            |
| Mazur Karczew           | 7:0               | Lublinianka II Lublin     |
| Delta Warszawa          | 3:4 pd.           | Pomorzanin Toruń          |
| Puszcza Hajnówka        | 1:5               | Lublinianka Lublin        |
| Pogoń Tczew             | 1:2               | Warmia Olsztyn            |
| Orlęta Dęblin           | 0:1 pd.           | Stal Mielec               |
| Motor Lublin            | 5:0               | Wisłoka Dębica            |
| Stradom Częstochowa     | 0:4               | Kabel Kraków              |
| Warta Zawiercie         | 1:0               | Garbarnia Kraków          |
| MKS Kluczbork           | 1:7               | Wyzwolenie Chorzów        |
| Ruch Radzionków         | 1:3               | Otmęt Krapkowice          |
| RKS Radomsko            | 0:1               | GKS Katowice              |
| Gryf Mielec             | 1:3               | Radomiak Radom            |
| Pafawag Wrocław         | 1:3               | Piast Gliwice             |
| Odra Wodzisław Śląski   | 2:4               | Cracovia                  |
| Sokół Piła              | 2:1               | Darzbór Szczecinek        |
| Gryf Toruń              | 1:1 dod. mecz 0:5 | Start Łódź                |

## II runda
| Drużyna 1                 | Wynik             | Drużyna 2               |
| ------------------------- | ----------------- | ----------------------- |
| Urania Ruda Śląska        | 1:0               | Cracovia                |
| Motor Lublin              | 2:0               | Wawel Kraków            |
| Kolejarz Prokocim         | 1:2               | Stal Mielec             |
| Kabel Kraków              | 4:2               | Unia Tarnów             |
| Górnik Czerwionka         | 4:1               | Piast Gliwice           |
| Radomiak Radom            | 0:4               | GKS Katowice            |
| Warta Gorzów Wielkopolski | 1:3               | Lech Poznań             |
| Tęcza Krosno Odrzańskie   | 0:3               | Zawisza Bydgoszcz       |
| Mazur Ełk                 | 0:1 pd.           | Arka Gdynia             |
| Warta Zawiercie           | 4:3               | Star Starachowice       |
| Unia Bieruń Stary         | 0:2               | Wyzwolenie Chorzów      |
| Warta Sieradz             | 4:5               | Polonia Gdańsk          |
| Sparta Gryfice            | 2:3               | Sokół Piła              |
| RKS Ursus                 | 0:4               | Polonia Głubczyce       |
| Mazur Karczew             | 4:0               | Karkonosze Jelenia Góra |
| Warmia Olsztyn            | 3:2               | Lublinianka Lublin      |
| Walka Makoszowy           | 1:1 dod. mecz 1:3 | Otmęt Krapkowice        |
| Pomorzanin Toruń          | 1:1 dod. mecz 0:1 | Start Łódź              |

## 1/16 finału
Do rywalizacji dołączyły zespoły z I ligi.
| Drużyna 1          | Wynik             | Drużyna 2          |
| ------------------ | ----------------- | ------------------ |
| Start Łódź         | 0:4               | Szombierki Bytom   |
| Motor Lublin       | 1:3               | Polonia Bytom      |
| Kabel Kraków       | 1:2               | Wisła Kraków       |
| Otmęt Krapkowice   | 0:8               | Odra Opole         |
| GKS Katowice       | 2:0               | Górnik Zabrze      |
| Arka Gdynia        | 0:0 dod. mecz 2:4 | ŁKS Łódź           |
| Mazur Karczew      | 1:0               | Ruch Chorzów       |
| Warmia Olsztyn     | 2:1               | Arkonia Szczecin   |
| Stal Mielec        | 2:1               | Unia Racibórz      |
| Wyzwolenie Chorzów | 4:2               | Stal Rzeszów       |
| Urania Ruda Śląska | 2:1               | Górnik Czerwionka  |
| Warta Zawiercie    | 0:2               | Gwardia Warszawa   |
| Polonia Gdańsk     | 1:4               | Lech Poznań        |
| Sokół Piła         | 1:5               | Zagłębie Sosnowiec |
| Zawisza Bydgoszcz  | 1:2               | Pogoń Szczecin     |
| Polonia Głubczyce  | 1:11              | Legia Warszawa     |

## 1/8 finału
| Drużyna 1          | Wynik   | Drużyna 2          |
| ------------------ | ------- | ------------------ |
| Wyzwolenie Chorzów | 3:1     | Odra Opole         |
| Stal Mielec        | 0:1 pd. | Polonia Bytom      |
| Lech Poznań        | 0:2     | Zagłębie Sosnowiec |
| ŁKS Łódź           | 1:3     | Pogoń Szczecin     |
| Warmia Olsztyn     | 0:4     | Szombierki Bytom   |
| Wisła Kraków       | 3:0     | Gwardia Warszawa   |
| Mazur Karczew      | 0:5     | Legia Warszawa     |
| Urania Ruda Śląska | 2:3     | GKS Katowice       |

## Ćwierćfinały
| Drużyna 1          | Wynik   | Drużyna 2        |
| ------------------ | ------- | ---------------- |
| Polonia Bytom      | 2:1     | Wisła Kraków     |
| Wyzwolenie Chorzów | 0:6     | GKS Katowice     |
| Legia Warszawa     | 2:0     | Szombierki Bytom |
| Zagłębie Sosnowiec | 1:1 pd. | Pogoń Szczecin   |

## Półfinały
| Drużyna 1      | Wynik   | Drużyna 2      |
| -------------- | ------- | -------------- |
| Legia Warszawa | 1:0     | Pogoń Szczecin |
| GKS Katowice   | 2:5 pd. | Polonia Bytom  |

## Finał
Spotkanie finałowe odbyło się 1 maja 1964 na Stadionie Dziesięciolecia w Warszawie. Frekwencja na stadionie wyniosła 25 000 widzów. Mecz sędziował Antoni Gorączniak z Poznania. Mecz zakończył się zwycięstwem Legii Warszawa 2:1 po dogrywce. Bramki dla Legii strzelił Henryk Apostel w 38. i 118. minucie. Bramkę dla Polonii zdobył Jan Banaś w 88. minucie. 
| 1 maja 1964 | Legia Warszawa · Apostel 38' 118' | 2:1 Dogr.1:0Raport | Polonia Bytom · Banaś 88' | Stadion Dziesięciolecia, Warszawa Widzów: 25 000 Sędzia: Antoni Gorączniak (Poznań) |
|             |                                   |                    |                           |                                                                                     |

| LEGIA WARSZAWA |  |                      |
|                |  |                      |
| BR             |  | Stanisław Fołtyn     |
| OB             |  | Antoni Trzaskowski   |
| OB             |  | Jacek Gmoch          |
| OB             |  | Horst Mahseli        |
| OB             |  | Antoni Piechniczek   |
| PO             |  | Lucjan Brychczy      |
| PO             |  | Joachim Krajczy      |
| PO             |  | Janusz Żmijewski     |
| NA             |  | Wiesław Korzeniowski |
| NA             |  | Hubert Kulanek       |
| NA             |  | Henryk Apostel       |
| Trener:        |  |                      |
| Virgil Popescu |  |                      |

| POLONIA BYTOM |  |                     |
|               |  |                     |
|               |  |                     |
| BR            |  | Edward Szymkowiak   |
| OB            |  | Józef Dymarczyk     |
| OB            |  | Walter Winkler      |
| OB            |  | Paweł Orzechowski   |
| OB            |  | Józef Wieczorek     |
| PO            |  | Ryszard Grzegorczyk |
| PO            |  | Gerard Lukoszczyk   |
| PO            |  | Jan Banaś           |
| NA            |  | Norbert Pogrzeba    |
| NA            |  | Jerzy Jóźwiak       |
| NA            |  | Jan Liberda         |
| Trener:       |  |                     |
| Michał Matyas |  |                     |

| Puchar Polski (1963/64)     |
| --------------------------- |
| Legia Warszawa Trzeci Tytuł |